# 规制
规制（英語：regulation）指政府或监管机构通过法律手段对某一行为或活动进行的规范、限制和管理，例如：
- 在政府中，规制通常指为执行主要立法而通过的授权立法
- 在金融领域：金融監管
- 在经济领域：规制经济学（英语：Regulatory economics）
- 在商业领域：行业自律（英语：Industry self-regulation）

此外，英语中的“regulation”会涵盖更多方面，例如：
- 在生物学中：基因调控和代谢调控
- 在心理学中：自我调节理论（英语：Self-regulation theory）